# El Guijo
El Guijo is een gemeente in de Spaanse provincie Córdoba in de regio Andalusië met een oppervlakte van 67 km². El Guijo telt 365 inwoners (1 januari 2016).

## Demografische ontwikkeling
Bron: INE, 1857-2011: volkstellingen